# На запад устремляется империя
«На запад устремляется империя» (англ. Westward the Course of Empire Takes Its Way) —  настенная роспись размером 6,1 × 9,1 м, размещённая за западной лестницей палаты представителей в здании Капитолия Соединенных Штатов. Фреска была написана Эмануэлем Готлибом Лойце в 1861 году и символизирует предначертание судьбы, веру в то, что Соединенным Штатам предначертано освоение Запада и расширение, начиная от первых колоний вдоль Атлантического побережья до Тихого океана. Этюд размером 84,5 × 110,2 см вывешен в Смитсоновском музее американского искусства.

## Содержание
Лойтце изобразил на картине американских пионеров — мужчин и женщин, горных проводников, повозки и мулов, совершающих божественное паломничество в землю обетованную на западном фронтире. В левой части картины изображен вход в залив Сан-Франциско, Золотые ворота, на которые указывает паломник, сидящий на вершине скалы на переднем плане. В правой части картины изображена долина, символизирующая Долину тени и олицетворяет трудности, с которыми столкнулись первопроходцы. Образы представляют собой узнаваемую имперскую иконографию и воспринимается как символ американской исключительности и воплощения идеи «Предначертания судьбы», что в конечном итоге привело к формированию Американской империи.

## В популярной культуре
Дэвид Фостер Уоллес назвал один из своих рассказов «На запад устремляется империя» в своем сборнике 1989 года «Девушка с любопытными волосами».
В ранних версиях компьютерной игры Oregon Trail II 1995 года на титульном экране была изображена версия этой картины.
Картина появляется в видеоигре 2013 года BioShock Infinite.